# Spiritual Healing
Spiritual Healing es el tercer álbum de estudio de la banda estadounidense de death metal Death, lanzado por Combat Records el 16 de febrero del año 1990.
Este es el primer álbum de Death en donde Schuldiner deja atrás la temática de horror y gore de las canciones de sus álbumes anteriores y se enfoca en temas sociales como el aborto, genética y telepredicadores, enfoque que sería consolidado en su siguiente álbum Human. El contenido musical se vuelva más técnico, elaborado y de tempo más lento, en parte, gracias al característico estilo de James Murphy en la guitarra líder.
Este fue el último álbum de Death en que la carátula fuese diseñada por Ed Repka, también es el último álbum donde participan el bajista Terry Butler y el baterista Bill Andrews. Este período fue de gran controversia para Death, puesto que Butler y Andrews estaban de tour en Europa sin Schuldiner (quien se negó a participar en el tour adjudicando que estaba mal organizado), teniendo como vocalista a Louis Carrisalez y a Walter Trachsler en la guitarra en su lugar (ambos roadies). Butler y Andrews fueron despedidos de la banda por este incidente, tras unas acciones legales empleadas por Schuldiner.

## Listado de canciones
| Leprosy |                           |                  |                                  |          |  |
| N.º     | Título                    | Letras           | Música                           | Duración |  |
| 1.      | «Living Monstrosity»      | Chuck Schuldiner | Chuck Schuldiner                 | 5:09     |  |
| 2.      | «Altering the Future»     | Chuck Schuldiner | Chuck Schuldiner, Terry Butler   | 5:34     |  |
| 3.      | «Defensive Personalities» | Chuck Schuldiner | Chuck Schuldiner, Butler         | 4:46     |  |
| 4.      | «Within the Mind»         | Chuck Schuldiner | Chuck Schuldiner, James Murphy   | 5:35     |  |
| 5.      | «Spiritual Healing»       | Chuck Schuldiner | Chuck Schuldiner                 | 7:44     |  |
| 6.      | «Low Life»                | Chuck Schuldiner | Chuck Schuldiner, Murphy, Butler | 5:23     |  |
| 7.      | «Genetic Reconstruction»  | Chuck Schuldiner | Chuck Schuldiner, Murphy, Butler | 4:53     |  |
| 8.      | «Killing Spree»           | Chuck Schuldiner | Chuck Schuldiner, Murphy         | 4:17     |  |
| 43:21   |                           |                  |                                  |          |  |

## Créditos
- Chuck Schuldiner - guitarra solista, voz y producción musical
- James Murphy - guitarra rítmica
- Terry Butler - bajo eléctrico
- Bill Andrews - batería
- Scott Burns - producción musical y mezcla de audio
- John Cervini - masterización
- Mike Gowan - producción musical y asistencia de ingeniería
- Edward Repka - arte gráfico
- David Bett - dirección artística
- Brian Freeman - diseño gráfico
- J.J. Hollis - fotografía
- Eric Greif - representación artística, producción musical y teclado electrónico en "Spiritual Healing"
- Alan Douches - remasterización y remezcla (reedición del 2012)

- Datos: Q849440